# Selaginella caffrorum
Selaginella caffrorum är en mosslummerväxtart som först beskrevs av Carl August Julius Milde, och fick sitt nu gällande namn av Georg Hans Emmo Emo Wolfgang Hieronymus. Selaginella caffrorum ingår i släktet mosslumrar, och familjen mosslummerväxter. Inga underarter finns listade i Catalogue of Life.